# Ruhrstau bei Echthausen
Ruhrstau bei Echthausen este o arie protejată (arie specială de conservare — SAC, sit de importanță comunitară — SCI) din Germania întinsă pe o suprafață de 110,45 ha, integral pe uscat.

## Localizare
Centrul sitului Ruhrstau bei Echthausen este situat la coordonatele 51°30′04″N 7°54′46″E / 51.5011°N 7.9128°E.

## Înființare
Situl Ruhrstau bei Echthausen a fost declarat sit de importanță comunitară în august 1999 pentru a proteja 2 specii de animale. Situl a fost protejat și ca arie specială de conservare în august 2006.

## Biodiversitate
Situată în ecoregiunea continentală, aria protejată conține 3 habitate naturale: Cursuri de apă de la nivel de câmpie la nivel montan, cu vegetație Ranunculion fluitantis și Callitricho-Batrachion, Liziere de ierburi înalte hidrofile de câmpie și de nivel montan până la alpin, Păduri aluvionare cu Alnus glutinosa și Fraxinus excelsior (Alno-Padion, Alnion incanae, Salicion albae).
La baza desemnării sitului se află mai multe specii protejate:
- amfibieni (1): triton cu creastă (Triturus cristatus)
- mamifere (1): liliac de iaz (Myotis dasycneme)

Pe lângă speciile protejate, pe teritoriul sitului au mai fost identificate 1 specie de plante, 1 specie de amfibieni.